# Daniel Cigogna
Daniel José Cigogna Antelo (Santa Fe, Argentina, 8 de octubre de 1982) es un exfutbolista argentino que jugaba como delantero.

## Clubes
| Club                      | País      | Año         |
| ------------------------- | --------- | ----------- |
| Quilmes                   | Argentina | 2002 - 2004 |
| Universitario de Deportes | Perú      | 2004        |
| Quilmes                   | Argentina | 2004        |
| Atlético de Rafaela       | Argentina | 2005        |
| Quilmes                   | Argentina | 2005        |
| Unión Central             | Bolivia   | 2006        |
| Los Andes                 | Argentina | 2006        |
| Estudiantes (BA)          | Argentina | 2007        |
| Sarmiento                 | Argentina | 2007 - 2008 |
| Talleres (RdE)            | Argentina | 2008        |
| C. D. Olimpia             | Honduras  | 2009        |
| Central Córdoba           | Argentina | 2010        |
| Deportivo Español         | Argentina | 2010 - 2011 |
| Sportivo Belgrano         | Argentina | 2011        |
| Excursionistas            | Argentina | 2012        |
| Berazategui               | Argentina | 2012 - 2013 |
| Sacachispas               | Argentina | 2013        |
| C.S.D. Mechita            | Argentina | 2018 - 2024 |
| Guardia Vieja             | Argentina | 2024        |